# Fallone di Gravina
Il fallone di Gravina è un formaggio fresco e delicato, prodotto specificatamente a Gravina in Puglia, di cui è originario.]. Va consumato freschissimo, possibilmente nello stesso giorno in cui viene preparato.
I caseari gravinesi lo producono da sempre con latte crudo, mentre i caseifici impiegano latte pastorizzato. Al di là di questa differenza, è rimasta invariata la formulazione della ricetta, secondo la quale si aggiunge al latte ovino una percentuale di latte caprino (10-15%), per dare all'impasto un carattere più deciso. La cagliata sminuzzata finemente  e liberata dal siero con le mani, viene divisa in porzioni, messe poi in forma in stampi di plastica che hanno sostituito quelli più antichi di giunco. Il fallone così è già pronto per essere pienamente apprezzato: pasta molle, grassa e compatta, sapore caratteristico.
Le forme hanno un peso variabile tra 0,5 e 2 Kg e misurano circa 10 cm in altezza con un diametro di 15-20 cm.